# Chanoines réguliers de Saint Victor
Les chanoines réguliers de Saint Victor (en latin : Canonici Regulares Sancti Victoris) forment un institut de vie consacrée de chanoines réguliers dont l'abbaye Saint-Victor de Paris fut un des centres les plus prestigieux de la vie intellectuelle du Moyen Âge. Disparu avec la Révolution française, l'institut est restauré en 1968 par les chanoines réguliers de Saint-Maurice d'Agaune et devient membre de la confédération des chanoines réguliers de saint Augustin en 1993.

## Historique
En 1108, Guillaume de Champeaux, écolâtre (directeur de l'École cathédrale de Paris), se retire avec plusieurs disciples près d'une chapelle dédiée à saint Victor de Marseille. En 1113, Guillaume est nommé évêque de Châlons-en-Champagne et son successeur, Gilduin de Saint-Victor, devient le premier abbé en obtenant du roi Louis VI le Gros l'érection de la nouvelle communauté en abbaye.
La congrégation est supprimée en 1790. Les vingt-et-un chanoines de l'abbaye de Saint-Victor sont portés devant l'assemblée nationale et interrogés sur leurs intentions : l'un d'eux, qui a quatre-vingt-onze ans, manifeste la volonté de persévérer dans la vie ordinaire, onze autres optent pour la laïcisation, les neuf autres restent silencieux. Parmi ceux qui n'ont pas parlé, Jean-Charles-Marie Bernard du Cornillet, incarcéré dans l'ancien séminaire de Saint-Firmin, est victime en 1792 des massacres de septembre et béatifié le 17 octobre 1926.

## La renaissance
En 1968, Maurice Bitz et deux autres chanoines réguliers de Saint-Maurice d'Agaune s'installent à Champagne dans le but de faire revivre l'héritage spirituel des chanoines de Saint-Victor au sein de la confédération des chanoines réguliers de saint Augustin. Leur maison est affiliée aux chanoines réguliers de Windesheim et en 1976 le monastère obtient le titre d'abbaye. En 1984, les chanoines de l'abbaye de Champagne ouvrent leur première maison à Chancelade (où se trouvait autrefois une abbaye gouvernée par Alain de Solminihac) et fondent en 1991 un prieuré en Tanzanie. En 1992, la congrégation de Saint Victor devient autonome de la congrégation de Windesheim et approuvée en 1993 par le Saint-Siège comme congrégation unie à la confédération des chanoines réguliers de Saint Augustin.

## Activités et diffusion
Les chanoines réguliers de Saint Victor se consacrent au ministère paroissial, à la prière de la liturgie des Heures, aux études et aux missions.
Ils sont présents à l'abbaye de Saint-Pierre de Champagne, et dans les prieurés de Marie-Médiatrice (Montbron), de Chancelade (abbaye Notre-Dame de Chancelade), de Saint-Augustin (Bourg-lès-Valence et Saint-Péray) et de Notre-Dame-de-Bethléem (Bassotu, en Tanzanie).
Au 31 décembre 2020, la congrégation comptait 69 membres (y compris les novices) dont 55 prêtres, dont un évêque, Luc Ravel.

## Source
- (it) Cet article est partiellement ou en totalité issu de l’article de Wikipédia en italien intitulé « Canonici regolari della Congregazione di San Vittore » (voir la liste des auteurs).